# Mara (Italien)
 For alternative betydninger, se Mara. (Se også artikler, som begynder med Mara)
Mara (sardisk: Màra) er en by og en kommune (comune) i provinsen Sassari i regionen Sardinien i Italien. Byen ligger i 257 meters højde og har 612 indbyggere (2016). Dets jurisdiktion dækker et areal på 18,64 km².